# DNS dinámico
El DNS dinámico (DDNS) es un servicio que permite la actualización en tiempo real de la información sobre nombres de dominio situada en un servidor de nombres. El uso más común que se le da es permitir la asignación de un nombre de dominio de Internet a un dispositivo con dirección IP variable (dinámica). Esto permite conectarse con la máquina en cuestión sin necesidad de tener conocimiento de que dirección IP posee en ese momento.
El DNS dinámico hace posible utilizar un software de servidor en un dispositivo con dirección IP dinámica (como la suelen facilitar muchos ISP) para, por ejemplo, alojar un sitio web en la PC de nuestra casa, sin necesidad de contratar un hosting de terceros; pero hay que tener en cuenta que las PC caseras posiblemente no estén tan bien dotadas como los servidores de un Datacenter, ni tengan toda la infraestructura que poseen estos lugares.
- Datos: Q1268848
- Multimedia: Dynamic DNS / Q1268848